# Аманат (фильм, 2015)
«Аманат» (каз. Аманат; Amanat) — казахстанский историко-драматический фильм, снятый Сатыбалды Нарымбетовым. Последняя картина режиссёра. Премьера ленты в Казахстане состоялась 19 мая 2016 года. Фильм рассказывает об историке Ермухане Бекмаханове, который был обвинен советской властью в «буржуазном ультранационализме» и приговорен к 25 годам заключения за научные выводы о периоде восстания под руководством казахского национального героя — хана Кенесары.
Фильм был выдвинут Казахстаном на премию «Оскар» за лучший фильм на иностранном языке.

## В ролях
| Актёр                  | Роль                      |
| ---------------------- | ------------------------- |
| Берик Айтжанов         | Ермухан Бекмаханов        |
| Карлыгаш Мухамеджанова | Халима                    |
| Азиз Бейшеналиев       | следователь Бучин         |
| Санжар Мади            | хан Кенесары              |
| Дмитрий Скирта         | Юшков                     |
| Сергей Погосян         | граф Нессельроде          |
| Ажар Ибраева           | жена Рамазана             |
| Дулыга Акмолда         | Калижан                   |
| Роман Хикалов          | Иосиф                     |
| Анатолий Креженчуков   | профессор Вяткин          |
| Гани Сулейменов        | историк Сулейменов        |
| Юрий Капустин          | академик Фёдор Жизневский |
| Азат Нуртаев           | Рамазан                   |
| Ашир Чокубаев          | Манаф Сейдоглу            |
| Куралай Анарбекова     | Бопай                     |